# Araucaria humboldtensis
Araucaria humboldtensis ist eine Pflanzenart aus der Gattung der Araukarien (Araucaria). Es handelt sich um einen Endemiten des südlichen Teils der zu Neukaledonien gehörenden Insel Grande Terre.

## Beschreibung
Araucaria humboldtensis wächst als immergrüner Baum, der Wuchshöhen von 6 bis 15 Metern erreichen kann. Die Form der Krone ähnelt einem Kronleuchter. Die anfangs hellbraune, später graue Borke blättert in rechteckigen Schuppen oder in dünnen Streifen ab. Die Äste einer Ebene stehen V-förmig und besitzen einen Durchmesser von 0,8 bis 1 Zentimetern.
An jungen Exemplaren sind die Blätter schuppenartig, bei einer Länge von 2,5 bis 4 Millimetern und einer Breite von 2 bis 3 Millimetern dreieckig und besitzen eine eingekrümmte Spitze. An älteren Exemplaren sind die sich dachziegelartig überdeckenden, schuppenartigen Blätter bei einer Länge von 5 bis 6 Millimetern und einer Breite von 4 bis 5 Millimetern gekielt-eiförmig mit einem spitzen oder eingekrümmten oberen Ende und einer ausgeprägten Mittelrippe.
Die männlichen Blütenzapfen sind bei einer Länge bis zu 6 Zentimetern und einem Durchmesser von rund 1,5 Zentimetern verdreht-zylindrisch geformt. Sie enthalten dreieckige Mikrosporophylle mit sechs Pollensäcken. Die mehr oder weniger kugeligen weiblichen Zapfen besitzen eine Länge von rund 9 Zentimetern und einen Durchmesser von rund 8 Zentimetern. Der Samen wird rund 3 Zentimeter groß und besitzt einen breiten Flügel.

## Vorkommen
Das natürliche Verbreitungsgebiet von Araucaria humboldtensis liegt im Süden der zu Neukaledonien gehörenden Insel Grande Terre. Sie kommt dort auf dem Mont Humboldt, dem Mont Kouakoué, dem Mont Mou und dem Mont des Sources vor. Laut unbestätigten Berichten gibt es auch noch ein Vorkommen in der Nähe von Mamie.
Araucaria humboldtensis gedeiht in Höhenlagen zwischen 750 und 1600 Metern. Sie besiedelt Berghänge und Gipfel. Die Art wächst auf Böden, die sich auf ultramafischem Gestein entwickeln.

## Systematik
Araucaria humboldtensis gehört zur Sektion Eutacta innerhalb der Gattung der Araukarien (Araucaria). Die Erstbeschreibung als Araucaria humboldtensis erfolgte 1949 durch John Theodore Buchholz in Bulletin du Muséum d'Histoire Naturelle, 21, S. 279.

## Gefährdung
Araucaria humboldtensis wird in der Roten Liste der IUCN als „stark gefährdet“ geführt. Als Hauptgefährdungsgrund werden Waldbrände genannt. Weiters kommt es immer wieder zum vermehrten Absterben von Bäumen. Die genauen Gründe für das Absterben sind unbekannt, es wird aber Stress oder eine bisher unbekannte Krankheit vermutet.